# L'Évasion (film, 1978)
Pour les articles homonymes, voir L'Évasion.
L'Évasion est un court métrage français réalisé par Marc Caro et Jean-Pierre Jeunet, sorti en 1978.

## Fiche technique
- Titre : L'Évasion
- Réalisation : Marc Caro et Jean-Pierre Jeunet
- Scénario : Marc Caro et Jean-Pierre Jeunet
- Pays d'origine : France
- Format : couleur - court métrage
- Genre : animation
- Date de sortie : 1978